# Beach Soccer Worldwide
Il Beach Soccer Worldwide (BSWW) è l'organo di governo del calcio da spiaggia. Nato nel 1992 dall'esigenza di codificare le regole di questo sport, l'associazione ha sostenuto e promosso la crescita del calcio da spiaggia a livello mondiale.
Nel 1995 organizzò il primo campionato del mondo, il Beach Soccer World Championship, e da allora si è occupata della gestione di numerosi eventi, quali il Beach Soccer Worldwide Tour 2010. Nel 2005 dalla collaborazione con la FIFA è sorta la FIFA Beach Soccer S.L., organismo che presiede all'organizzazione del campionato del mondo, che ha assunto la denominazione di FIFA Beach Soccer World Cup.
L'associazione stila anche una classifica delle Nazionali mondiali di beach soccer, denominata Beach Soccer Worldwide World Rankings e capeggiata costantemente dal Brasile.